# Frei (Musikgruppe)
Frei war eine österreichische Musikgruppe, die von 1997 bis 2008 existierte. Von 1997 bis 1999 traten sie jedoch unter dem Namen Die Tiebelstädter bzw. Tommy und seine Tiebelstädter auf. Ihr Markenzeichen war der Auftritt mit längeren schwarzen Haaren und dem Tragen weißer Smokings.

## Geschichte

### Die Anfänge Ende der 1990er
Im Jahre 1995 gründeten Hansi Leschanz und Markus Gruber ihre Band Die Lustigen 2 und traten zunächst mit Volksmusik auf kleineren Veranstaltungen auf. 1996 kam Manfred Zaminer dazu und die Gruppe benannte sich in die Lobisser Buam um. Zaminer verließ schnell wieder das Trio und dafür kam der ebenfalls nur kurz dabeigeliebene Hansi Striessnig.
1996 und 1997 stießen Thomas „Tommy“ Leitner, Helmut Scheiber und Klaus Dertschnig vom Glantal-Express dazu und das Quintett gab sich den neuen Namen Die Tiebelstädter.

### Neustart im neuen Jahrhundert
Nachdem sie es bei ihrem Auftritt beim Grand Prix der Volksmusik 1999 nicht ins Finale schafften, benannten sie sich zum neuen Jahrhundert in Frei um. Damit starteten sie frisch ins neue Jahrhundert. Im Jahr 2003 erschien ihr Hit Da fing der Sommer noch einmal an. Mit diesem Lied gewannen sie den österreichischen Vorentscheid zum Grand Prix der Volksmusik 2003 und belegten beim Finale in Rust mit diesem Lied Platz 9. Beim Grand Prix der Volksmusik 2004 belegten sie mit ihrem Hit Nur eine Hand voll Freiheit den vorletzten Platz. Mit dem 2004 veröffentlichten Studioalbum Baila Bionda folgten weitere Hits wie Baila Bionda, Wir sind frei, Sayonara und Überall du.

### Auflösung
2008 löste sich die Band auf.

### Nachfolgegruppe Silberherz
Im Jahre 2018 nahm der ehemalige Frei-Sänger Tommy Leitner zusammen mit den beiden ehemaligen Nockalm-Quintett-Musikern Edmund Wallensteiner und Arnd Herröder das Lied Da fing der Sommer noch einmal an neu auf. Das neu entstandene Trio nennt sich Silberherz.

## Diskografie
Alben
- 2004: Baila Bionda

Singles
- 2003: Da fing der Sommer noch einmal an
- 2004: Nur eine Hand voll Freiheit
- 2004: Baila Bionda
- 2004: Wir sind frei
- 2004: Sayonara
- 2004: Überall du